# Maite
Maite je ženské křestní jméno. Jméno je baskického původu, znamená "roztomilá, líbezná, milovaná".
Maite je taky zkrácenina Maríe a Teresy.

## Známé nositelky jména
- Maite Kelly – zpěvačka z populární kapely Kelly Family
- Maite Arque Ferrer – španělská politička
- Maite Delgado – venezuelská vůdkyně
- Maite – španělská talk show
- Maite Zúñiga – španělská atletka
- Maite Perroni – mexická herečka
- Maité Gonzales
- Maitê Proença
- Maite Coromoto Delgado Gonzáles – venezuelská uvaděčka
- Maite Pagazaurtundua
- Maite Petersen-Della Badia, dcera herce Williama Petersena